# Laelia swinnyi
Laelia swinnyi is een vlinder uit de familie spinneruilen (Erebidae), onderfamilie donsvlinders (Lymantriinae). De wetenschappelijke naam van deze soort is voor het eerst geldig gepubliceerd in 1915 door Janse.
De soort komt voor in tropisch Afrika.